# KREEP

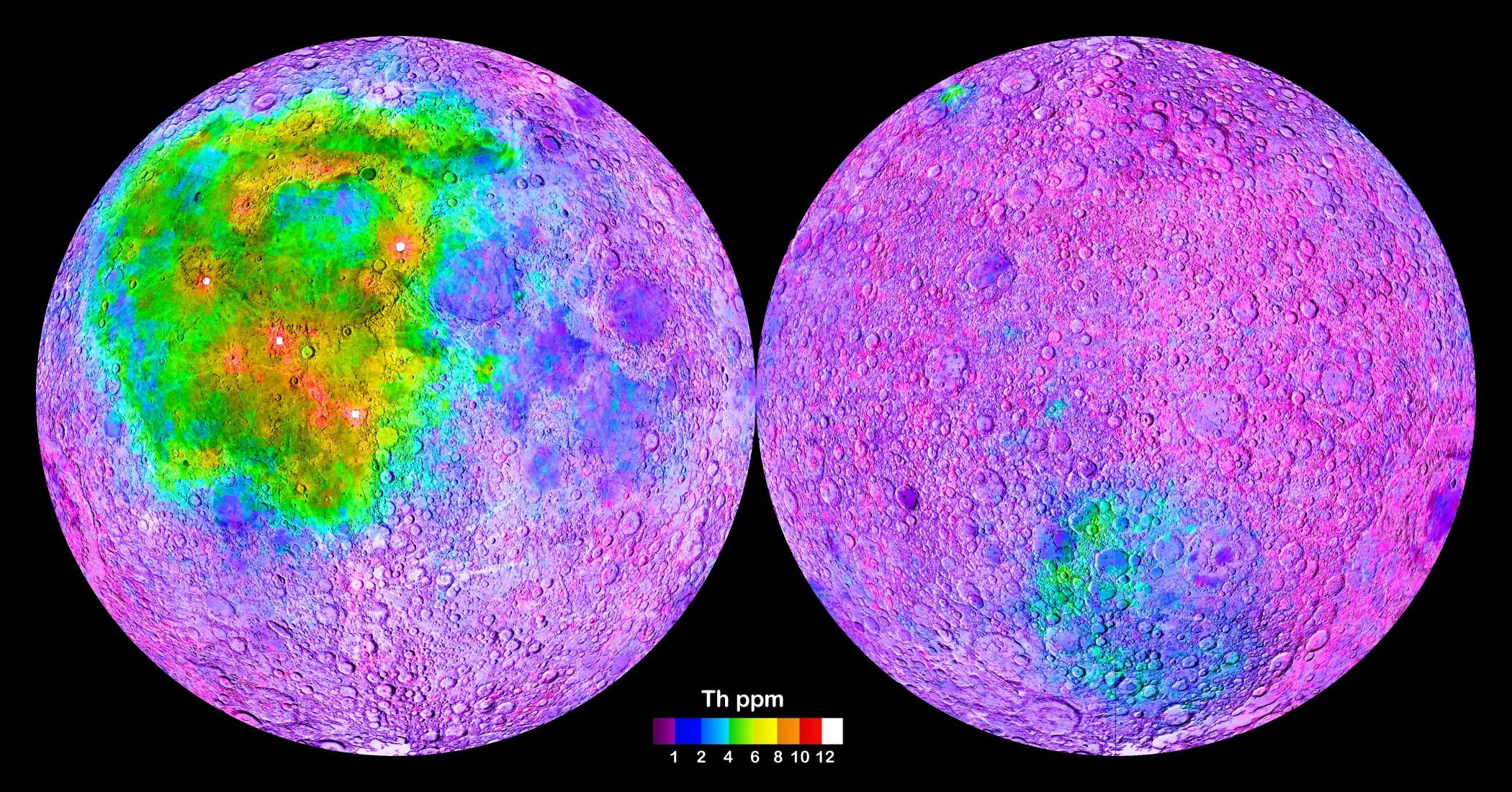
Distribución del torio en la superficie lunar, según la sonda Lunar Prospector. El torio se correlaciona con la presencia de KREEP.

Se llama KREEP a un tipo de rocas lunares; esta designación proviene de los componentes del mismo: potasio (K), tierras raras (REE, del inglés: Rare-earth elements) y fósforo (P).
Actualmente se cree que el KREEP representa los últimos restos de la cristalización del océano de magma que existía en los comienzos de la historia geológica lunar. Grandes impactos excavaron la corteza lunar expulsando el material inferior mezclándolo con otros escombros formando brechas KREEP.
Indirectamente el origen del KREEP es el resultado de la formación de la Luna, en donde la teoría más aceptada es que un objeto del tamaño de Marte colisionó con la Tierra hace unos 4500 millones de años (véase Teoría del gran impacto). Este impacto puso una gran cantidad de material en órbita alrededor de la Tierra que por último se agregó de nuevo formando la Luna. Considerando la gran cantidad de energía liberada en este suceso, inicialmente una gran parte de la Luna habría estado fundida, formando un océano de magma casi global. Cuando este océano cristalizó, minerales como olivino y piroxeno habrían precipitado y se habrían hundido para formar el manto lunar. Después de que la cristalización hubo progresado en unas tres cuartas partes, la plagioclasa anortosítica habría comenzado a cristalizar, y debido a su baja densidad, habría flotado, formando una corteza de anortosita. Los elementos llamados "incompatibles" (es decir, aquellos que prefieren la fase líquida durante la cristalización del magma) se habrían ido concentrado en el mismo a medida que avanzaba la cristalización, formando un magma rico en KREEP, que habría quedado intercalado entre la corteza y el manto.